# Maratona (Grécia)
Maratona (em grego: Μαραθώνας; romaniz.: Marathónas; em grego clássico: Μαραθών; romaniz.: Marathôn) é uma cidade grega, na unidade regional da Ática, nas proximidades de Atenas.
Controla uma longa planície fértil ao longo de uma baía profunda, protegida em seu extremo norte, e está ligada a Atenas por uma estrada principal passando ao sul do monte Pentélico. Foi o palco de uma famosa batalha dos Atenienses e Plateienses contra os invasores persas, em 490 a.C., sob o comando de Milcíades — a batalha de Maratona.
Ali ocorreu a largada da maratona nos Jogos Olímpicos de Verão de 2004.